# К-193
К-193 (заводской номер — 353) — советский ракетный подводный крейсер стратегического назначения, корабль проекта 667БД «Мурена-М».

## История
3 сентября 1973 года заложена в цехе ПО «Севмашпредприятие» как крейсерская подводная лодка.
Зачислена в списки ВМФ СССР 19 марта 1974 года.
18 июля 1975 года успешно спущена на воду. В 1976 году вошла в строй, принята в состав 13-й дивизии подводных лодок Северного флота.
25 июля 1977 года переклассифицирована в ракетный подводный крейсер.
С 1978 года входила в состав 31-й дивизии подводных лодок Северного флота.
Летом 1979 года (май-август) совершила 81-суточное патрулирование.
В 1991 году К-193 совершила уникальную ракетную стрельбу из положения на подводном якоре, головная часть ракеты достигла полигона Кура.
3 июня 1992 года переклассифицирована в атомный подводный крейсер стратегического назначения.
28 марта 1995 года выведена из состава ВМФ.

## Командиры
Первый экипаж:
- 1974: В. Ф. Ерастов;
- 1974—1978: В. А. Люлин;
- 1978—1979: В. И. Пепеляев;
- 1979—1985: А. Н. Баранов;
- 1985—1986: Г. Н. Федорук;
- 1986—1995: Г. И. Карнаухов.

Второй экипаж:
- 1974—1979: В. П. Агафонов;
- 1979—1982: В. В. Чирков, впоследствии вице-адмирал и командующий 11-й флотилией АПЛ;
- 1982—1984: Ю. А. Сухачев;
- 1984—1990: Н. В. Сергеев;
- 1990—1995: В. В. Чистяков.